# Anam
Anam è un album in studio del gruppo musicale irlandese Clannad, pubblicato nel 1990.

## Tracce
1. Rí na cruinne – 4:03
2. Anam – 4:03
3. In Fortune's Head – 3:55
4. The Poison Glen – 3:55
5. Wilderness – 2:07
6. Why Worry? – 4:29
7. Úirchill an Chreagáin – 4:24
8. Love and Affection – 4:59
9. You're the One – 3:55
10. Dobhar – 2:40